# Martin Zindler
Martin Zindler (* 28. April 1920 in 
Strausberg bei Berlin; † 14. Juni 2020) war ein deutscher Mediziner und Professor für Anästhesiologie. Er gilt als Pionier der experimentellen Anästhesie.

## Leben
Zindler studierte Medizin an der Universität Breslau bis zum Physikum und anschließend an der Universität Hamburg. Es folgte 1945 eine Notbestallung an der Ludwig-Maximilians-Universität München. Sein Staatsexamen absolvierte er 1946 in Hamburg. 1949 wurde er von der Universität München mit einer Arbeit aus der Chirurgie zum Dr. med. promoviert. Von 1946 bis 1950 arbeitete er am Krankenhaus München als Chirurg. Die Ausbildung als Anästhesist, damals nicht in Deutschland machbar, erhielt er in den USA, zuerst von 1950 bis 1951 bei Alice McNeal am Department of Anesthesiology des Medical College of Alabama, anschließend 1951 bis 1952 in Philadelphia am Hospital of the University of Pennsylvania (bei Robert Dripps am dortigen Department of Anesthesiology), bis Januar 1952 im Department of Anesthesie am Children’s Hospital Philadelphia bei Margery van Deming und bis Juli 1952 wiederum bei Dripps.
An der Chirurgischen Klinik der Medizinischen Akademie Düsseldorf (Leitung: Ernst Derra) baute Zindler ab 1952 die Anästhesiologie auf und führte 1955 die erste Oberflächenhypothermie für Herzoperationen mit Kreislaufunterbrechung in Kontinentaleuropa aus. 1958 wurde Zindler an der Heinrich-Heine-Universität Düsseldorf mit einer Studie zur künstlichen Hypothermie bei Herzoperationen habilitiert. Im Jahr 1962 wurde er zum Extraordinarius für Anästhesiologe zum Leiter der Anästhesieabteilung der Universität Düsseldorf ernannt. 1965 erfolgte seine Wahl zum Präsidenten der Association des Anesthesiologistes Européens. Von 1966 bis zur Emeritierung 1987 war er Ordinarius für Anästhesiologie an derselben Universität. Ab 1970 etablierte Zindler in Düsseldorf eine der ersten berufsbegleitende Weiterbildungslehrgänge für die Pflege in Anästhesie und Intensivmedizin.
1953 war er einer der Begründer der Deutschen Gesellschaft für Anästhesie (DGAI), war von 1956 bis 1959 der dritte Präsident dieser neuen Fachgesellschaft und leitete zehn Jahre lang die Kommission für Facharztweiterbildung der DGAI. Für seine Verdienste wurde er unter anderem mit der der „Heinrich-Braun-Medaille“ der DGAI ausgezeichnet. Zindler war Vorsitzender des wissenschaftlichen Komitees des Weltkongresses für Anästhesie in Hamburg 1980 und gab mit Erich Rügheimer die Kongressakten heraus.
Das Haus Zindler an der Himmelgeister Landstraße 171 in Düsseldorf-Himmelgeist wurde 1967 nach Entwürfen von Paul Schneider-Esleben für Martin Zindler erbaut.

## Auszeichnungen
- 1960: Preis der Vereinigung Niederrheinisch-Westfälischer Chirurgen für die beste wissenschaftliche Arbeit
- 1990: Ehrennadel der Deutsche Gesellschaft für Anästhesiologie und Intensivmedizin (DGAI)
- 1995: Ehrenmitglied der Deutschen Gesellschaft für Anästhesiologie und Intensivmedizin (DGAI)
- 1995: Bundesverdienstkreuz des Verdienstordens der Bundesrepublik Deutschland
- 2003: Heinrich-Braun-Medaille der Deutschen Gesellschaft für Anästhesiologie und Intensivmedizin (DGAI)

## Veröffentlichungen (Auswahl)
- Über deform geheilte typische Radiusbrüche mit ungenügender Gebrauchsfähigkeit, Dissertation. Medizinische Fakultät, München 20. Jan. 1949.
- Experiences with anesthesia with and without chlorpromazine-atosil potentiation in 143 operations for mitral stenosis. In: Anaesthesist. Band 4, 1954, S. 168–169.
- Die Künstliche Hypothermie. In: R. Frey, W. Hügin, O. Mayrhofer (Hrsg.): Lehrbuch der Anaesthesiologie. Berlin / Göttingen / Heidelberg 1955.
- Die Unterkühlungsanästhesie. In: E. Derra (Hrsg.): Handbuch der. Thoraxchirurgie (I. Band). Heidelberg 1958.
- Der gegenwärtige Stand der Hypothermie. Methoden und Indikationen. In: Der Anaesthesist. Band 11, 1962.
- Künstliche Hypothermie für Herzoperationen mit Kreislaufunterbrechung. Untersuchungen über physiologische Veränderungen. Entwicklung einer Methode, Ergebnisse bei 100 Vorhofseptumdefekt-Operationen. Medizinische Habilitationsschrift. Medizinische Akademie Düsseldorf 1958.
- mit R. Dudziak, S. Eunike, K.-G. Pulver und R. Zähle: Erfahrungen bei 1290 künstlichen Hypothermien für Herz- und Gefässoperationen. In: Der Anästhesist. Band 15, 1966, S. 69–75.
- mit R. Dudziak: Über die Ausbildung von Schwestern und Pflegern in der Intensivpflege. In: Deutsche Krankenpflege-Zeitschrift. Band 24, Nr. 2, 1971, S. 67–70.
- Probleme und neue Entwicklungen in der Fortbildung. In: Anästhesie und Intensivmedizin. Band 19, 1978, S. 437–449.
- mit Erich Rügheimer (Hrsg.): Anaesthesiology - Proceedings of the 7th World Congress of Anaesthesiologists: Hamburg, September 14–21 1980. Amsterdam / Oxford / Princeton 1981.
- als Hrsg. mit H. J. Wüst: Neue Aspekte in der Regionalanästhesie. Band 2: Pharmakokinetik, Interaktionen, Thromboembolierisiko. New Trends (= Anaesthesiologie und Intensivmedizin. Band 138). Springer, Berlin / Heidelberg / New York 1981.
- Hypothermie für Herzoperationen mit Kreislaufstillstand – Beginn der offenen Herzchirurgie in Deutschland. In: ANIS. Band 35, 2000, S. 340–345.